# 성검전설 3

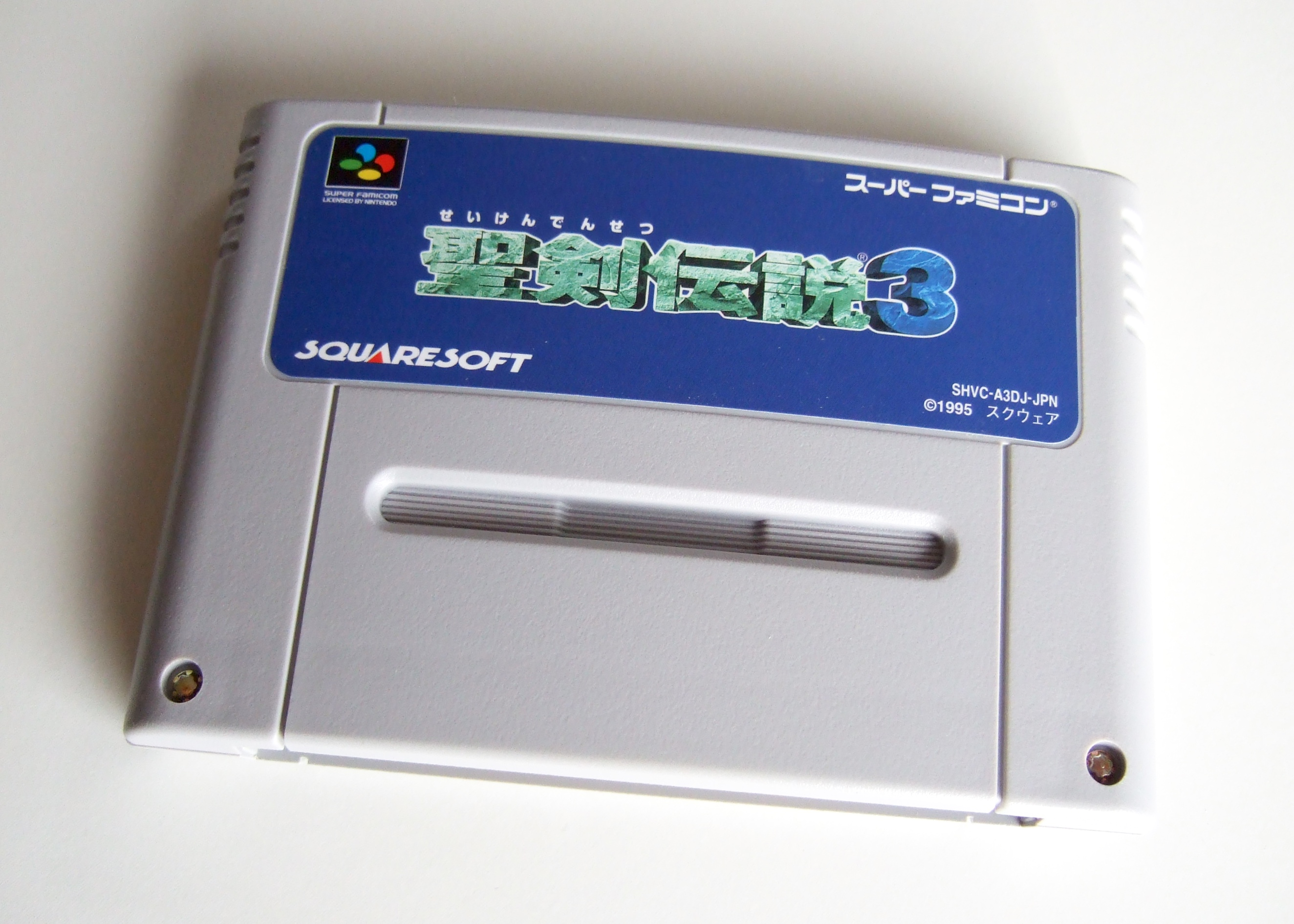
성검전설 3 카트리지

《성검전설 3》(聖剣伝説3)는 스퀘어가 슈퍼 패미컴으로 제작한 액션 롤플레잉 비디오 게임이다. 1993년에 발매된 《성검전설 2》의 후속작으로, 《성검전설》 시리즈 세번째 작품이다. 1995년 9월 30일 일본에서 출시됐다. 《성검전설》 시리즈 대대로 관여했던 이시이 코이치가 디자인하고 타나카 히로미치가 개발지휘를 맡았으며, 프로듀싱은 츠루조노 테츠히사가 담당했다. 작곡에는 전작에 관여했던 키쿠타 히로키가 다시 참여했다.
최초 시작시 여섯 명의 주인공 중 3인방을 선택해 플레이하며, 각자 복잡한 사정이 있는 세 명이 모여 최종적으로 세상을 위협하는 악에 맞서 협력하는 이야기가 전개된다. 게임플레이상으로 전작에서 시도했던 파티 협동 플레이가 더욱 진화했으며, 각 플레이어 캐릭터마다 가진 기술을 활용하고 고유 직업을 고를 수 있는 등 파티 구성이 다채로워졌다. 그 외에 진행에 따라 밤낮으로 시간이 바뀌는 등 새로운 시스템들을 도입했다.
발매 직후 언론에서 찬사를 받았으며 오늘날에는 슈퍼 패미컴 말기를 장식한 기념비적인 작품으로 거론된다. 최초 슈퍼 패미컴판은 일본 이외 지역에서는 발매하지 않았으나, 2019년 6월 11일 닌텐도 스위치판 《성검전설 컬렉션》에 수록된 현지화판이 서양 지역에 발매되면서 약 24년 만에 일본어 이외의 언어로도 즐길 수 있게 됐다. 영어판 제목은 《트라이얼스 오브 마나》(Trials of Mana)이다.
슈퍼 패미컴판 국제 현지화가 출시됐던 같은 날, 해당 게임에 기반해 강화된 3D 그래픽을 기반으로 한 리메이크 《성검전설 3: 트라이얼즈 오브 마나》가 같이 발표됐다. 2020년 초 닌텐도 스위치, 플레이스테이션 4 및 마이크로소프트 윈도우로 발매됐다.

## 개발
《성검전설 3》에는 이시이 코이치가 디자인하고 타나카 히로미치가 개발지휘를 맡았으며, 프로듀싱은 츠루조노 테츠히사가 담당했다. 개발 중 영어권에선 《시크릿 오브 마나 2》라는 임시제목으로 알려졌다.

## 평가
| 평가 |         |
| --- | ------- |
| 평론 점수 평론사 점수 1UP.com B– [ 2 ] 패미츠 31 / 40 [ 3 ] 게임팬 95% [ 4 ] Jeuxvideo.com 17 / 20 [ 5 ] 닌텐도 라이프 [ 6 ] Cubed3 9 / 10 [ 7 ] RPGamer 8 / 10 [ 8 ] SuperGamePower 4.2 / 5 [ 9 ] |         |
| 평론 점수 |         |
| 평론사 | 점수    |
| 1UP.com | B–      |
| 패미츠 | 31 / 40 |
| 게임팬 | 95%     |
| Jeuxvideo.com | 17 / 20 |
| 닌텐도 라이프 | [ 6 ]   |
| Cubed3 | 9 / 10  |
| RPGamer | 8 / 10  |
| SuperGamePower | 4.2 / 5 |